# Farmington (Maine)
Farmington – miasto w Stanach Zjednoczonych, w stanie Maine, siedziba administracyjna hrabstwa Franklin.

## Klimat
Miasto leży w strefie klimatu oceanicznego, łagodnego, bez pory suchej i z ciepłym latem, należącego według klasyfikacji Köppena do strefy Dfb. Średnia temperatura roczna wynosi 5,0°C, a opady 1117,6 mm. Średnia temperatura najcieplejszego miesiąca – lipca – wynosi 18,9°C, natomiast najzimniejszego stycznia -9,4°C. Miesiącem o najwyższych opadach jest listopad o średnich opadach wynoszących 106,7 mm, natomiast najniższe opady są w lutym i wynoszą średnio 76,2 mm.